# Veliki Vrh pri Litiji
Veliki Vrh pri Litiji is een plaats in Slovenië en maakt deel uit van de gemeente Litija in de NUTS-3-regio Osrednjeslovenska. De plaats telde 166 inwoners op 1 januari 2020.